# Tiszakerecseny
Tiszakerecseny község Szabolcs-Szatmár-Bereg vármegye Vásárosnaményi járásában.

## Fekvése
A megye északkeleti szélén helyezkedik el, annak az egykor Bereg vármegyéhez tartozó részén, a Tisza jobb partján, az ukrán határ mellett.
A szomszédos települések a határ magyar oldalán: észak felől Mátyus, délkelet felől Barabás, dél felől Tiszaadony, nyugat felől Újkenéz, északnyugat felől pedig Mezőladány. A határ túloldalán a két legközelebbi település Hetyen (Гетен) és Papitanya (Мaле Попово).
A legközelebbi nagyobb város Vásárosnamény, mintegy 25 kilométerre délre.

### Megközelítése
Közúton csak Mátyus vagy Tiszaadony érintésével érhető el, mindkét irányból a 4113-as úton.

## Története
Tiszakerecseny nevét az oklevelek 1324-ben említették először Kerechun néven.
A település neve a Szalók nemzetséghez tartozó kerecseni nemesek nevéből ismert, akik a falu fő birtokosai voltak egészen a 16. századig.
A 15. században királyi adománnyal  kapott itt birtokrészt a Kerecsenyi családon kívül a Guti és a Csapi család is.
A 16. század első felében Lónyai János is birtokos volt itt. 1507-ben Batthyány Benedek és Táczay János szerezte meg. 1557-ben a Büdi családé lett, majd 1600-ban a Melithek kapták meg.
1703-ban a Melithek kihalta után a Desssewffy és Lónyay család birtoka, egészen 1848-ig, míg a Kerecsényi család pedig a 18. század közepéig birtokos volt itt.

## Közélete

### Polgármesterei
- 1990–1994: Pécsi László (független)[3]
- 1994–1998: Pécsi László (független)[4]
- 1998–2002: Pécsi László (független)[5]
- 2002–2006: Pécsi László (független)[6]
- 2006–2010: Pécsi László (független)[7]
- 2010–2014: Pécsi László (független)[8]
- 2014–2019: Tég Attila Bálint (független)[9]
- 2019–2024: Bíró Zoltán (független)[10]
- 2024– : Biró Zoltán (független)[1]

## Népesség
A település népességének változása:
| Lakosok száma | 970  | 982  | 990  | 986  | 898  | 881  | 851  |
|               | 2013 | 2014 | 2015 | 2021 | 2022 | 2023 | 2024 |

2001-ben a település lakosságának 78%-a magyar, 22%-a cigány nemzetiségűnek vallotta magát.
A 2011-es népszámlálás során a lakosok 92,3%-a magyarnak, 31,7% cigánynak mondta magát (7,6% nem nyilatkozott; a kettős identitások miatt a végösszeg nagyobb lehet 100%-nál). A vallási megoszlás a következő volt: római katolikus 25%, református 62,2%, felekezeten kívüli 1,7% (9,7% nem válaszolt).
2022-ben a lakosság 80,5%-a vallotta magát magyarnak, 9,7% cigánynak, 0,6% ukránnak, 0,3% szlováknak, 0,1-0,1% németnek és lengyelnek, 0,3% egyéb, nem hazai nemzetiségűnek (19,4% nem nyilatkozott; a kettős identitások miatt a végösszeg nagyobb lehet 100%-nál). Vallásuk szerint 12,8% volt római katolikus, 44,8% református, 1,1% görög katolikus, 0,3% evangélikus, 0,1% egyéb keresztény, 4% felekezeten kívüli (36,5% nem válaszolt).

## Nevezetességei
- Református templom.